# Llista de capítols de Charmed
La següent llista d'episodis i temporades forma part dels 178 capítols de la sèrie estatunidenca Charmed.
La sèrie començà el 7 d'octubre de 1998, i es projectava els dimecres a les 9 del vespres. Després es va moure als dijous a la mateixa hora. Més tard, a la cinquena temporada, es va moure als diumenges a les 8.
La sèrie va durar 8 temporades i cada capítol, el títol, donava tribut a sèries o bé, pel·lícules (ex. "Salvar al soldat Leo"...)

## Vista a les temporades
| Temporada | Temporada | Episodis | Sortida a TV           | Sortida a TV       | Data de la sortida a DVD                   | Data de la sortida a DVD | Data de la sortida a DVD |
| Temporada | Temporada | Episodis | Inici de temporada     | Fi de temporada    | Regió 1                                    | Regió 4                  |                          |
| --------- | --------- | -------- | ---------------------- | ------------------ | ------------------------------------------ | ------------------------ | ------------------------ |
|           | 1         | 22       | 7 d'octubre de 1998    | 26 de maig de 1999 | 1 de febrer de 2005/26 de gener de 2010    | 18 de maig de 2005       |                          |
|           | 2         | 22       | 30 de setembre de 1999 | 18 de maig de 2000 | 6 de setembre de 2005/26 de gener de 2010  | 21 de juliol de 2005     |                          |
|           | 3         | 22       | 5 d'octubre de 2000    | 17 de maig de 2001 | 15 de novembre de 2005/26 de gener de 2010 | 6 de setembre de 2005    |                          |
|           | 4         | 22       | 4 d'octubre de 2001    | 16 de maig de 2002 | 28 de febrer de 2006/26 de gener de 2010   | 3 de novembre de 2005    |                          |
|           | 5         | 23       | 22 de setembre de 2002 | 11 de maig de 2003 | 6 de juny de 2006/26 de gener de 2010      | 16 de febrer de 2006     |                          |
|           | 6         | 23       | 28 de setembre de 2003 | 16 de maig de 2004 | 17 d'octubre de 2006/26 de gener de 2010   | 6 d'abril de 2006        |                          |
|           | 7         | 22       | 12 de setembre de 2004 | 22 de maig de 2005 | 6 de febrer de 2007/26 de gener de 2010    | 6 de juny de 2006        |                          |
|           | 8         | 22       | 25 de setembre de 2005 | 21 de maig de 2006 | 11 de setembre de 2007/26 de gener de 2010 | 13 de febrer de 2007     |                          |